# 鄭錫元
鄭錫元（1985年5月16日—），韓國男演員。名字常被譯成鄭錫遠、鄭碩元。
海軍特殊部隊出身，起初是擔任替身演員，之後被導演看中，受到了出演建議，轉型為不是只有打鬥而是演戲的演員，從電視劇配角開始，慢慢延伸活動范圍，電影《野獸》是第一次作為主演引領的作品。
2011年2月，郑锡元與年長他9歲的知名歌手白智榮開始交往，2013年6月2日舉行婚禮。2017年5月22日長女誕生。

## 爭議
2018年2月鄭錫元涉嫌在澳洲旅行期間，與友人在夜店洗手間吸毒而在返抵仁川機場時被捕，他受查時承認因好奇而吸食冰毒及可卡因，並在受查約22小時後獲釋。
2018年10月首爾中央地方法院進行一審，因違反麻藥管理法例而遭起訴的鄭錫元承認部分控罪，在一審中被判入獄10個月及緩刑兩年。與鄭錫元同被起訴違反麻藥管理法例的金某等另外二人同被判入獄10個月及緩刑兩年。
2019年7月法院二審，檢方要求判處他3年有期徒刑。鄭錫元面對韓媒，直說：「對不起，以後我會忠於家庭，會不斷反省，希望能幫助更多的人。」

## 演出作品

### 電視劇
- 2007年：KBS《愛的軀殼》
- 2008年：MBC《大象》
- 2008年：SBS《水瓶座》
- 2008年：KBS《大王世宗》
- 2008年：SBS《全職媽媽》
- 2008年：KBS《他們的世界》
- 2009年：SBS《燦爛的遺產》飾演 陳永錫
- 2009年：MBC《穿透屋頂的High Kick》
- 2009年：MBC《創造情緣》飾演 鄭奎翰
- 2010年：SBS《醫生冠軍》飾演 劉尚峰
- 2011年：KBS《Drama Special－白色聖誕節》
- 2011年：SBS《Midas》飾演 才範
- 2011年：KBS《烏鵲橋兄弟》飾演 金諸赫
- 2012年：SBS《屋塔房王世子》飾演 于龍戍
- 2012年：KBS《海雲臺戀人們》飾演 崔俊賢
- 2013年：KBS《IRIS 2》飾演 白山（青年）
- 2014年：MBC《Mr.Back》飾演 鄭伊健
- 2017年：OCN《壞傢伙們：惡的都市》飾演 徐日強
- 2019年：Netflix《李屍朝鮮》飾演 趙范日
- 2023年：Netflix《Sweet Home 2》飾演 閔瑞鎮

### 電影
- 2000年：《時越愛》
- 2002年：《Road Movie》
- 2004年：《犯罪的重構》
- 2006年：《不需要愛情的夏天》
- 2008年：《神機箭》
- 2008年：《姜哲仲：公共之敵1-1》
- 2008年：《宿命》
- 2011年：《野獸》飾演 姜泰勳
- 2011年：《事物的秘密》飾演 李宇尚
- 2012年：《R2B：Return to Base》飾演 崔民浩
- 2015年：《西部戰線1953》飾演 上尉
- 2015年：《大虎》飾演 柳
- 2019年：《自行車王嚴福童（朝鲜语：자전차왕 엄복동）》飾演 葛

### 綜藝節目
- 2013年：SBS《叢林的法則》 紐西蘭篇

### MV
- 2012年：Bohemian《不要心痛》
- 2012年：朴奎利《白日夢》

## 獲獎
- 2010年：第2屆韓國珠寶獎－Topaz賞

## 外部連結
- NAVER （页面存档备份，存于）